# Aleister Crowley
Aleister Crowley (rojen kot Edward Alexander Crowley /ˈkroʊli/) je bil angleški okultist, ceremonialni magik, pesnik, slikar, pisatelj in prosti plezalec, rojen 12. oktobra 1875, v Royal Leamington Spa, Warwickshire, Združeno kraljestvo, † 1. decembra 1947 v Hastingsu, Združeno Kraljestvo.
A. Crowley je bil ustanovitelj religije in filozofije imenovane Thelema. Po Knjigi Zakona, katero je prejel v Kairu leta 1904, po nareku nadčloveške (ali predčloveške) inteligence imenovane Aiwass, mu je pripadla vloga preroka, kateremu je bilo predano vodenje človeštva v novo dobo, tako imenovani novi Eon Horusa.